# 임전대책협의회
임전대책협의회(臨戰對策協議會)는 일제강점기 말기에 조직된 단체이다.

## 개요
1941년 8월에 중일 전쟁 시국에 대한 협조를 위해 《삼천리》 사장인 김동환이 중심이 되어 조직하였다. 김동환이 8월 25일에 각계 인사 약 200명을 부민관에 초청한 뒤 임전체제 하에서 자발적으로 황국신민화 운동을 실천할 수 있는 방법에 대하여 장시간 동안 논의하였고, 실천 활동을 위한 상설 조직으로 임전대책협의회가 결성된 것이었다.
이때 윤치호가 낭독한 결의문은 다음과 같다.
아등은 황국신민으로서 일사보국(一死報國)의 성(誠)을 맹서하며 임전국책에 전력을 다하여 협력하기로 결의함.

임전대책협의회의 실천 방침은 다음과 같다.
1. 물질, 노무 공출의 철저화
2. 국민생활을 최저표준으로 인하
3. 전시봉공의 의용화

윤치호, 최린 등의 주도로 결성 두 달 만에 비슷한 성격의 단체인 흥아보국단과 합병하여 조선임전보국단을 결성하면서 해체되었다.

## 활동
주요 활동은 전쟁경비 동원을 위해 명사들을 동원하여 채권가두유격대를 조직한 것과, 연설회를 갖고 저축보국 운동을 벌인 것 등이다.
채권가두유격대는 약 70명의 사회 저명인사가 참가하여 다음과 같이 편성되었다. 회원들은 경성부의 11개 장소에 파견되어 거리에서 직접 1원짜리 소액 채권을 판매하였다. 구호는 "총후봉공은 채권으로부터"였다.
| 지부        | 참가자                                                               |
| ----------- | -------------------------------------------------------------------- |
| 종로대      | 윤치호, 한상룡, 최린, 이광수, 김동환, 이용신, 방응모, 박인덕, 모윤숙 |
| 황금정대    | 고원훈, 박흥식, 장우식, 이종린 부부, 박창서, 김택용                  |
| 남대문대    | 김갑순, 조병상, 원덕상, 오긍선, 이각종, 이용설                       |
| 본정대      | 이진호, 신용욱, 김시권, 김연수, 임흥순, 김승복, 최정희, 신태악       |
| 명치정대    | 김명준, 이종만, 최창학, 이숙종, 이정섭, 이종회                       |
| 경성역대    | 정교원, 이돈화, 박기효, 송금선, 김사연, 손홍원                       |
| 광화문대    | 박상준, 이성근, 민규식, 양주삼, 김성진, 김동진, 유억겸, 박영희       |
| 서대문대    | 신흥우, 주요한, 구자옥, 노창성, 소완규, 신봉조, 고황경               |
| 종로4정목대 | 한규복, 이종욱, 조인섭, 이극로, 오용탁, 조대하                       |
| 동대문대    | 윤인석, 최원섭, 윤치영, 전부일, 이정재, 함상훈                       |
| 청량리대    | 성의경, 정인과, 홍세뢰, 원익상, 정광조, 조기간                       |
| 연락본부    | 이성환, 이규재                                                       |

## 같이 보기
- 흥아보국단
- 조선임전보국단

## 참고자료
- 친일인명사전편찬위원회 (2004년 12월 27일). 《일제협력단체사전 - 국내 중앙편》. 서울: 민족문제연구소. 382~384쪽쪽. ISBN 8995330724.